# Monastère de Karpino
Le monastère de Karpino (macédonien : Карпински манастир) est un ancien monastère orthodoxe situé dans le village d'Orah, dans la municipalité de Staro Nagoritchané, en Macédoine du Nord. Il était dédié à la Présentation de Marie et a été fondé au XIVe siècle par Dejan, un beau-frère de l'empereur serbe Stefan Uroš IV Dušan.
Avant la conquête de la région par les Turcs, le monastère était un important centre religieux, et ses moines ont écrit des Livres des Évangiles et des Apôtres exceptionnels, aujourd'hui conservés à Moscou. Il a été très gravement endommagé pendant la Seconde Guerre mondiale, et seuls subsistent quelques éléments, comme l'église. Celle-ci a été construite en 1100 et a été recouverte de fresques par deux fois, lors de la construction, puis au XIXe siècle. Son iconostase possède des icônes peintes au XVIe siècle et au XVIIe siècle.
Le site connaît une importante campagne de restauration, destinée à effacer les traces de la guerre.

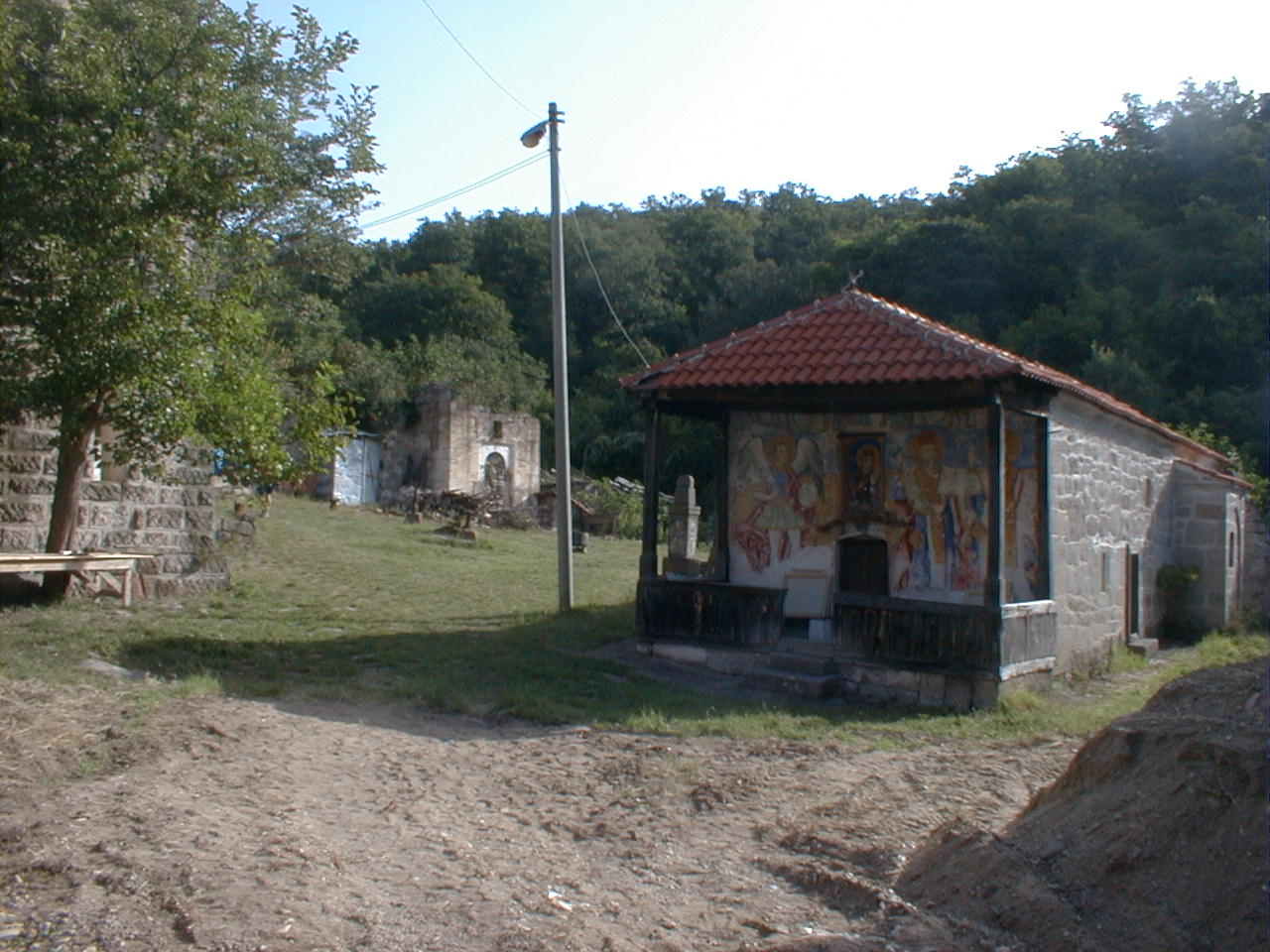
L'église
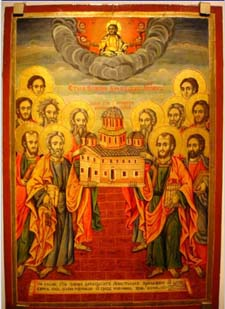
Une des icônes de l'église
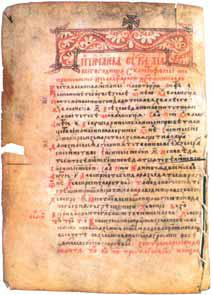
Le livre des apôtres de Karpino